# Фуша Кроја
Фуша Кроја (енгл. Fushë-Krujë) је град у округу Драч на западу Албаније. Према попису из 2023. било је 17.877 становника.